# لیف مولبرگ
لیف مولبرگ (سوئدی: Leif Målberg؛ زادهٔ ۱ سپتامبر ۱۹۴۵) بازیکن و مربی فوتبال اهل سوئد بود.
از باشگاه‌هایی که در آن بازی کرده‌است می‌توان به باشگاه فوتبال الفسبورگ اشاره کرد.
وی همچنین در تیم ملی فوتبال سوئد بازی کرده‌است.